# Lake Success
Lake Success is een plaats (village) in de Amerikaanse staat New York en valt bestuurlijk gezien onder Nassau County.

## Geschiedenis
De plaats dankt zijn naam aan een gelijknamig doodijsgat dat volgens lokale folklore de inheemse naam "Sucut" had. Het land rondom het meer werd begin twintigste eeuw door William Kissam Vanderbilt II aangeschaft voor een huis. Na de Tweede Wereldoorlog zou er in de oude fabriek van Sperry Gyroscope het tijdelijke hoofdkantoor van de Verenigde Naties gehuisvest worden tot de bouw van het nieuwe hoofdkantoor in New York voltooid was.

## Geboren
- Whitey Ford (1928-2020), honkballer
- Talia Shire (1946), actrice